# Хосса (национальный парк)
Национа́льный парк «Хо́сса»  (фин. Hossa) — национальный парк в Финляндии, расположенный в северо-восточной части коммуны Суомуссалми (фин. Suomussalmi) вблизи деревни Хосса. Общая площадь составляет около 90 км². Природный парк был основан в 1979 году. Территория богата водоёмами, парк включает в себя около 130 рек и озёр.
В 2017 году, в связи с празднованием 100-летия независимости Финляндии, статус парка был поднят с природного до национального. 17 июня парк был открыт в присутствии президента страны Саули Нийнистё.

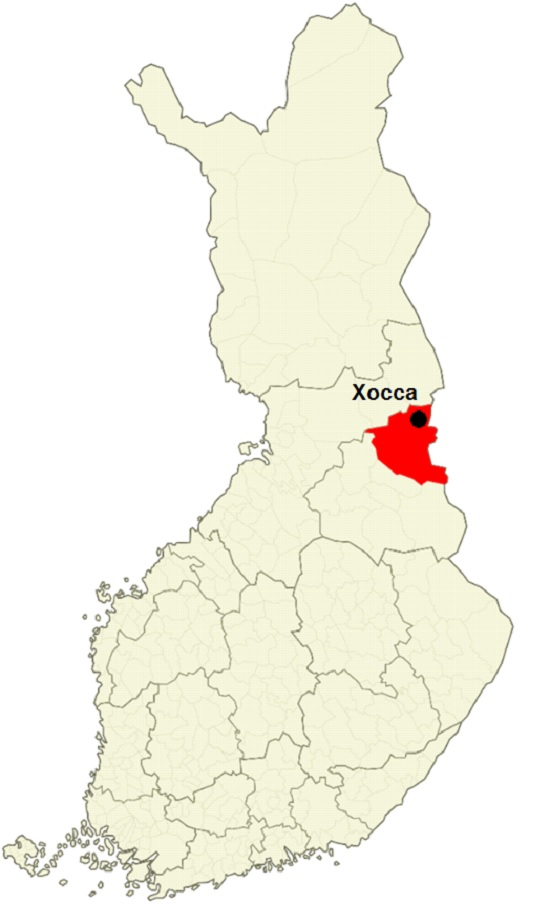
Природный парк «Хосса»
Коммуна Суомуссалми

## Географическое положение
Природный парк «Хосса» расположен в северо-восточной части коммуны Суомуссалми, находящейся на северо-востоке Финляндии в провинции Кайнуу (фин. Kainuu). Расстояние от Яммянсаари (фин. Ämmänsaari), центра Суомуссалми, до парка составляет 96 км. Маршрут пролегает через деревню Перанка (фин. Peranka). Двигаясь с севера до парка можно также добраться через деревню Муртоваара (фин. Murtovaara), что сокращает путь на 20 км.
До ближайшего железнодорожного вокзала Контиомяки (фин. Kontiomäki) — 170 км. Ближайший аэропорт находится в Куусамо (фин. Kuusamo [85 км]). До аэропорта Каяани (фин. Kajaani) — 210 км.

## Водоемы
Территория природного парка «Хосса» богата водоёмами. В парке находятся 130 рек и озёр, а также десятки прудов и болот.
В северной части территории парка расположен озёрный каньон Юлма-Ёлккю (фин. Julma-Ölkky), образовавшийся около 2 млрд лет назад. Юлма-Ёлккю — самый большой из трёх озёрных каньонов Финляндии. Длина его береговой линии — 3 км, наименьшая ширина — около 10 м, глубина — 50 м. Высота над уровнем моря составляет 243,8 м.

## Флора и фауна
Ландшафт парка представляет собой комплекс соснового и елового лесов. Ельники расположены по большей части на вершинах сопок. Водоёмы парка разделяют многочисленные озы. Леса богаты брусникой и черникой, а болота морошкой. Самым распространённым видом грибов на территории парка является белый гриб, популярный объект сбора как среди туристов, так и местных жителей.
На территории парка обитает большое количество оленей и лосей. Встречаются и хищные животные, например медведи, волки, росомахи и рыси. Наиболее распространёнными видами птиц являются кукша, глухарь и лебедь-кликун. Скопа и беркут также обитают в этих местах.
Водоёмы парка «Хосса» богаты многочисленными видами рыб, что обеспечивает рыбалку тысячам приезжим и местным рыболовам. В большом количестве здесь обитают щука, окунь, сиг, кумжа озёрная, а также хариус. На территории парка «Хосса» за рыбой ведётся уход. Специально для рыбалки разводятся такие виды рыб, как форель радужная, лосось озерный, голец арктический и голец американский. Хариус, окунь, сиг и щука также выращиваются в закрытых водоёмах.

## Достопримечательности

### «Цветная скала»

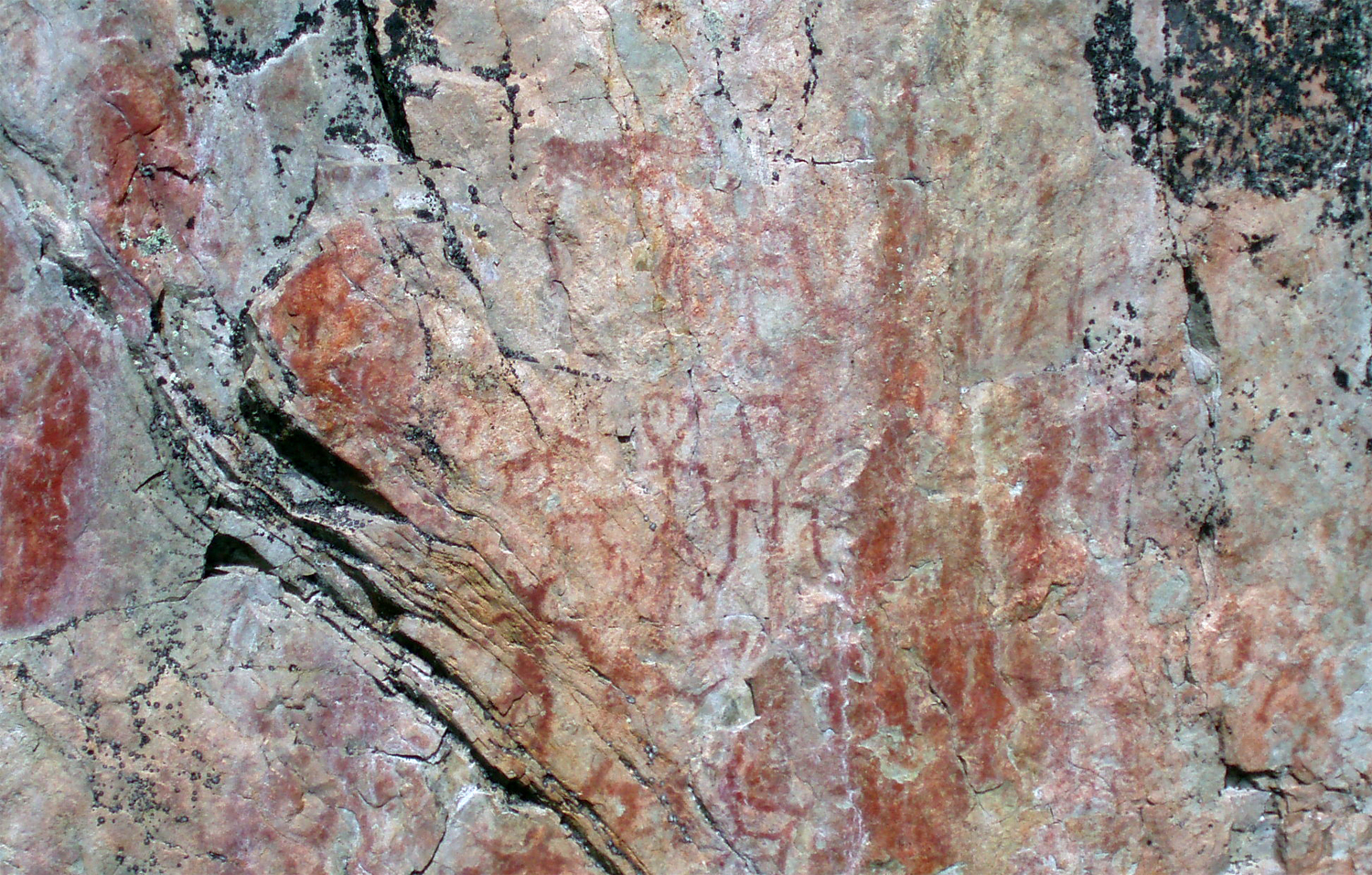
«Цветная скала»

Одно из главных достопримечательностей парка «Хосса» — уникальная «Цветная скала» (фин. Värikallio), сохранившая наскальные рисунки, датируемые 2 – 1,5 тысячелетием до н.э. Самые северные из них расположены на берегу озера Сомерярви (фин. Somerjärvi).
В общей сложности «Цветная скала» содержит 61 отдельный петроглиф. В основном это изображения лосей и людей, встречаются также изображения ящериц и, что является особенностью «Цветной скалы», изображение медведя. Особенностью петроглифов являются также то, что фигуры имеют треугольные головы, а изображения лодок, встречающиеся в других местах Финляндии, отсутствуют.
Ширина «Цветной скалы» — 10,5 метров, а высота — около двух метров. Самые нижние рисунки скалы находятся всего лишь в 20 см от уровня воды. Рисунки сделаны красной земляной краской, изготовленной, предположительно, из нагретого диоксида железа, в который добавлялись кровь и жир. Благодаря образовавшейся прозрачной плёнке из минералов, рисунки хорошо сохранились до наших дней.
«Цветная скала» — одна из самых крупных скал в Финляндии с сохранившимися наскальными рисунками. Туристы активно посещают это место как с гидом, так и самостоятельно.

### Олений парк
На территории парка «Хосса» расположен Олений парк (фин. Hossan Poropuisto) – место естественного обитания оленей. Туристам предлагается не только наблюдение за оленями в непосредственной близости, но и знакомство с формами и традициями оленеводства, так, в частности, можно побывать на оленьей ферме, поучиться бросать аркан или погулять с оленем. Среди туристов также популярны катания на оленьих упряжках зимой.

## Туризм
Ежегодно природный парк «Хосса» посещают тысячи туристов. Парк популярен как в летнее, так и в зимнее время, так как предоставляет огромное количество услуг в любое время года. Холмистый ландшафт парка славится своей красотой.
Летом туристам предоставляется возможность для разнообразных пеших походов, так как на территории парка имеется около 90 км размеченных троп. Популярны также и походы на байдарке по течению реки или на велосипедах по лесу. В зимнее время туристам предлагаются, например, лыжные походы, езда на мотосанях, ходьба на снегоступах, катание на собачьих или оленьих упряжках. Территория парка «Хосса» также популярна среди охотников и рыболовов.
В туристической зоне находится множество фирм, предоставляющих услуги по размещению. Туристы могут воспользоваться различными видами проживания, например в гостинице, бревенчатом коттедже или домике на берегу озера Хоссанярви (фин. Hossanjärvi).

### Маршруты
На территории парка расположено около 90 км размеченных троп разной длины и степени сложности. Вдоль всех маршрутов есть места для разведения костров и отдыха, вдоль некоторых имеются также кафе и домики для ночлега.
Туристы могут выбрать наиболее подходящую им тропу, каждая из них имеет разметку. Одними из наиболее коротких троп являются, например:
- Тропа Юлма-Ёлккю (фин. Julma-Ölkky) — 2,0 км. Тропа ведёт к кафе Юлма-Ёлккю.
- Тропа Питкя-Хойлуа (фин. Pitkä-Hoilua) — 4,5 км. Вдоль тропы расположены два места для разведения костра и лодочный причал.

На территории парка имеются также тропы средней длины, например:
- Тропа Вярикаллио (фин. Värikallio)  — 8 км. Вдоль тропы расположены два навеса и хижина, где туристы могут отдохнуть. Тропа ведёт к «Цветной скале».
- Тропа Лауккуярви (фин. Laukkujärvi) — 13,5 км. Вдоль тропы расположены домики Лауккуярви и Пууккоярви (фин. Puukkojärvi), два навеса, а также четыре места для разведения костра. Маршрут проходит по живописному лугу Талассалми (фин. Talassalmi).

Самые длинные маршруты представляют собой тропы в несколько десятков километров, например:
- Озёрная тропа (20 км) проходит через маршруты, на которой расположены центральные водные территории Хуосивирта (фин. Huosivirta), Саарихойлуа (фин. Saarihoilua), Валкейнен (фин. Valkeinen), Кокалмус (фин. Kokalmus) и Лоуная (фин. Lounaja).
- Тропа Перанка (21 км), вдоль которой расположены старый загон для оленей Хонкаваара (фин. Honkavaara), два навеса и два места для разведения костра, а также открытые домики Куккури (фин. Kukkuri) и Лаваярви (фин. Lavajärvi).